# Großer Preis von San Marino 1992
Der Große Preis von San Marino 1992 (offiziell XII Gran Premio Iceberg di San Marino) fand am 17. Mai auf dem Autodromo Enzo e Dino Ferrari in Imola statt und war das fünfte Rennen der Formel-1-Weltmeisterschaft 1992.

## Berichte

### Hintergrund
Lotus brachte erstmals den neuen Typ 107 an den Start, welcher von Johnny Herbert pilotiert wurde, während Mika Häkkinen nach wie vor mit dem 102D antrat, nachdem es an seinem Exemplar des neuen Wagens zu Getriebeproblemen gekommen war. Bei Minardi erfolgte die Premiere des neuen M192.
Hinsichtlich der Fahrerbesetzungen gab es keine Veränderungen im Vergleich zum Großen Preis von Spanien zwei Wochen zuvor.
Mit Ayrton Senna (dreimal), Nigel Mansell und Riccardo Patrese (jeweils einmal) traten drei ehemalige Sieger zu diesem Grand Prix an.

### Training
Auch das fünfte Qualifying der Saison ergab eine Pole-Position für Mansell, indem er als einziger Pilot an diesem Wochenende Runden mit Durchschnittsgeschwindigkeiten von mehr als 220 km/h absolvierte. Sein Teamkollege Patrese qualifizierte sich ebenso wie bereits an den drei ersten Rennwochenenden der laufenden Saison für die zweite Startposition. Die zweite Reihe bildeten die beiden McLaren MP4/7A von Senna und Gerhard Berger vor den beiden Benetton B192 von Michael Schumacher und Martin Brundle sowie den beiden Ferrari F92A von Jean Alesi und Ivan Capelli.
Mit Häkkinen und Damon Hill verfehlten zwei spätere Weltmeister die Qualifikation.

### Rennen
Der erste Startversuch schlug fehl. Infolgedessen wurde die ursprünglich geplante Renndistanz um eine Runde verkürzt. Karl Wendlinger musste vom Ende des Feldes starten, Stefano Modena aus der Boxengasse.
Mansell gelang von der Pole-Position zum wiederholten Mal ein souveräner Start-Ziel-Sieg, der von Patrese zu einem Doppelsieg für Williams ergänzt wurde. Mansells Sieg setzte seinen perfekten Start in die Saison 1992 fort, mit fünf Siegen aus den ersten fünf Rennen. Damit wurde der Rekord von aufeinanderfolgenden Siegen seit Beginn der Saison gebrochen, den Senna im Vorjahr aufgestellt hatte.
Da Alesi sich im Gegensatz zu beiden McLaren-Piloten für eine Rennstrategie ohne zwischenzeitlichen Boxenstopp entschied, gelangte er zur Mitte des Rennens auf den dritten Rang. Capelli und Schumacher konnten das Rennen jeweils aufgrund von Fahrfehlern nicht beenden.
In Runde 39 kollidierten Alesi und Berger. Beide schieden aus, wodurch Senna den dritten Rang einnahm. Brundle erreichte das Ziel als Vierter vor Michele Alboreto und Pierluigi Martini, welcher die letzten Punkte für das Dallara-Team in der Formel 1 erzielte.

## Meldeliste
| Team                           | Nr. | Fahrer               | Chassis          | Motor                       | Reifen |
| ------------------------------ | --- | -------------------- | ---------------- | --------------------------- | ------ |
| Honda Marlboro McLaren         | 01  | Ayrton Senna         | McLaren MP4/7A   | Honda RA122E 3.5 V12        | G      |
| Honda Marlboro McLaren         | 02  | Gerhard Berger       | McLaren MP4/7A   | Honda RA122E 3.5 V12        | G      |
| Tyrrell Racing Organisation    | 03  | Olivier Grouillard   | Tyrrell 020B     | Ilmor 2175A 3.5 V10         | G      |
| Tyrrell Racing Organisation    | 04  | Andrea de Cesaris    | Tyrrell 020B     | Ilmor 2175A 3.5 V10         | G      |
| Canon Williams Team            | 05  | Nigel Mansell        | Williams FW14B   | Renault RS3C 3.5 V10        | G      |
| Canon Williams Team            | 06  | Riccardo Patrese     | Williams FW14B   | Renault RS3C 3.5 V10        | G      |
| Motor Racing Developments      | 07  | Eric van de Poele    | Brabham BT60B    | Judd GV 3.5 V10             | G      |
| Motor Racing Developments      | 08  | Damon Hill           | Brabham BT60B    | Judd GV 3.5 V10             | G      |
| Footwork Mugen Honda           | 09  | Michele Alboreto     | Footwork FA13    | Mugen-Honda MF-351H 3.5 V10 | G      |
| Footwork Mugen Honda           | 10  | Aguri Suzuki         | Footwork FA13    | Mugen-Honda MF-351H 3.5 V10 | G      |
| Team Lotus                     | 11  | Mika Häkkinen        | Lotus 102D       | Ford Cosworth HB 3.5 V8     | G      |
| Team Lotus                     | 12  | Johnny Herbert       | Lotus 107        | Ford Cosworth HB 3.5 V8     | G      |
| Fondmetal                      | 14  | Andrea Chiesa        | Fondmetal GR01   | Ford Cosworth HB 3.5 V8     | G      |
| Fondmetal                      | 15  | Gabriele Tarquini    | Fondmetal GR01   | Ford Cosworth HB 3.5 V8     | G      |
| March F1                       | 16  | Karl Wendlinger      | March CG911      | Ilmor 2175A 3.5 V10         | G      |
| March F1                       | 17  | Paul Belmondo        | March CG911      | Ilmor 2175A 3.5 V10         | G      |
| Camel Benetton Ford            | 19  | Michael Schumacher   | Benetton B192    | Ford Cosworth HB 3.5 V8     | G      |
| Camel Benetton Ford            | 20  | Martin Brundle       | Benetton B192    | Ford Cosworth HB 3.5 V8     | G      |
| BMS Scuderia Italia            | 21  | JJ Lehto             | Dallara 192      | Ferrari 037 3.5 V12         | G      |
| BMS Scuderia Italia            | 22  | Pierluigi Martini    | Dallara 192      | Ferrari 037 3.5 V12         | G      |
| Minardi Team                   | 23  | Christian Fittipaldi | Minardi M192     | Lamborghini 3512 3.5 V12    | G      |
| Minardi Team                   | 24  | Gianni Morbidelli    | Minardi M192     | Lamborghini 3512 3.5 V12    | G      |
| Ligier Gitanes Blondes         | 25  | Thierry Boutsen      | Ligier JS37      | Renault RS3C 3.5 V10        | G      |
| Ligier Gitanes Blondes         | 26  | Érik Comas           | Ligier JS37      | Renault RS3C 3.5 V10        | G      |
| Scuderia Ferrari               | 27  | Jean Alesi           | Ferrari F92A     | Ferrari 040 3.5 V12         | G      |
| Scuderia Ferrari               | 28  | Ivan Capelli         | Ferrari F92A     | Ferrari 040 3.5 V12         | G      |
| Central Park Venturi Larrousse | 29  | Bertrand Gachot      | Venturi LC92     | Lamborghini 3512 3.5 V12    | G      |
| Central Park Venturi Larrousse | 30  | Ukyō Katayama        | Venturi LC92     | Lamborghini 3512 3.5 V12    | G      |
| Sasol Jordan Yamaha            | 32  | Stefano Modena       | Jordan 192       | Yamaha OX99 3.5 V12         | G      |
| Sasol Jordan Yamaha            | 33  | Maurício Gugelmin    | Jordan 192       | Yamaha OX99 3.5 V12         | G      |
| Andrea Moda Formula            | 34  | Roberto Moreno       | Andrea Moda S921 | Judd GV 3.5 V10             | G      |
| Andrea Moda Formula            | 35  | Perry McCarthy       | Andrea Moda S921 | Judd GV 3.5 V10             | G      |

## Klassifikationen

### Qualifying
| Pos. | Fahrer               | Konstrukteur         | Vorqualifikation | Vorqualifikation  | 1. Qualifikationstraining | 1. Qualifikationstraining | 2. Qualifikationstraining | 2. Qualifikationstraining | Start |
| Pos. | Fahrer               | Konstrukteur         | Zeit             | Ø-Geschwindigkeit | Zeit                      | Ø-Geschwindigkeit         | Zeit                      | Ø-Geschwindigkeit         | Start |
| ---- | -------------------- | -------------------- | ---------------- | ----------------- | ------------------------- | ------------------------- | ------------------------- | ------------------------- | ----- |
| 01   | Nigel Mansell        | Williams-Renault     | –                | –                 | 1:21,842                  | 221,695 km/h              | 1:22,440                  | 220,087 km/h              | 01    |
| 02   | Riccardo Patrese     | Williams-Renault     | –                | –                 | 1:23,876                  | 216,319 km/h              | 1:22,895                  | 218,879 km/h              | 02    |
| 03   | Ayrton Senna         | McLaren-Honda        | –                | –                 | 1:23,086                  | 218,376 km/h              | 1:23,151                  | 218,205 km/h              | 03    |
| 04   | Gerhard Berger       | McLaren-Honda        | –                | –                 | 1:23,418                  | 217,507 km/h              | 1:24,393                  | 214,994 km/h              | 04    |
| 05   | Michael Schumacher   | Benetton-Ford        | –                | –                 | 1:23,701                  | 216,772 km/h              | 1:24,177                  | 215,546 km/h              | 05    |
| 06   | Martin Brundle       | Benetton-Ford        | –                | –                 | 1:25,239                  | 212,860 km/h              | 1:23,904                  | 216,247 km/h              | 06    |
| 07   | Jean Alesi           | Ferrari              | –                | –                 | 1:23,970                  | 216,077 km/h              | 1:24,103                  | 215,735 km/h              | 07    |
| 08   | Ivan Capelli         | Ferrari              | –                | –                 | 1:24,274                  | 215,298 km/h              | 1:24,192                  | 215,507 km/h              | 08    |
| 09   | Michele Alboreto     | Footwork-Mugen-Honda | 1:26,865         | 208,876 km/h      | 1:24,706                  | 214,200 km/h              | 1:26,519                  | 209,711 km/h              | 09    |
| 10   | Thierry Boutsen      | Ligier-Renault       | –                | –                 | 1:25,043                  | 213,351 km/h              | 1:25,276                  | 212,768 km/h              | 10    |
| 11   | Aguri Suzuki         | Footwork-Mugen-Honda | –                | –                 | 1:25,134                  | 213,123 km/h              | 1:25,909                  | 211,200 km/h              | 11    |
| 12   | Karl Wendlinger      | March-Ilmor          | –                | –                 | 1:27,019                  | 208,506 km/h              | 1:25,483                  | 212,253 km/h              | 12    |
| 13   | Érik Comas           | Ligier-Renault       | –                | –                 | 1:25,739                  | 211,619 km/h              | 1:25,543                  | 212,104 km/h              | 13    |
| 14   | Andrea de Cesaris    | Tyrrell-Ilmor        | –                | –                 | 1:25,637                  | 211,871 km/h              | 1:26,337                  | 210,153 km/h              | 14    |
| 15   | Pierluigi Martini    | Dallara-Ferrari      | –                | –                 | 1:25,838                  | 211,375 km/h              | 1:26,331                  | 210,168 km/h              | 15    |
| 16   | JJ Lehto             | Dallara-Ferrari      | –                | –                 | 1:25,865                  | 211,308 km/h              | 1:26,215                  | 210,451 km/h              | 16    |
| 17   | Ukyō Katayama        | Venturi-Lamborghini  | 1:27,601         | 207,121 km/h      | 1:26,900                  | 208,792 km/h              | 1:25,982                  | 211,021 km/h              | 17    |
| 18   | Maurício Gugelmin    | Jordan-Yamaha        | –                | –                 | 1:26,056                  | 210,839 km/h              | 1:26,659                  | 209,372 km/h              | 18    |
| 19   | Bertrand Gachot      | Venturi-Lamborghini  | 1:27,407         | 207,581 km/h      | 1:26,403                  | 209,993 km/h              | 1:26,182                  | 210,531 km/h              | 19    |
| 20   | Olivier Grouillard   | Tyrrell-Ilmor        | –                | –                 | 1:26,953                  | 208,664 km/h              | 1:26,404                  | 209,990 km/h              | 20    |
| 21   | Gianni Morbidelli    | Minardi-Lamborghini  | –                | –                 | 1:26,681                  | 209,319 km/h              | 1:27,051                  | 208,430 km/h              | 21    |
| 22   | Gabriele Tarquini    | Fondmetal-Ford       | –                | –                 | 1:26,959                  | 208,650 km/h              | 1:26,765                  | 209,117 km/h              | 22    |
| 23   | Stefano Modena       | Jordan-Yamaha        | –                | –                 | 1:26,939                  | 208,698 km/h              | 1:26,774                  | 209,095 km/h              | 23    |
| 24   | Paul Belmondo        | March-Ilmor          | –                | –                 | 1:28,515                  | 204,982 km/h              | 1:27,194                  | 208,088 km/h              | 24    |
| 25   | Christian Fittipaldi | Minardi-Lamborghini  | –                | –                 | 1:27,229                  | 208,004 km/h              | 1:27,282                  | 207,878 km/h              | 25    |
| 26   | Johnny Herbert       | Lotus-Ford           | –                | –                 | 1:27,270                  | 207,906 km/h              | 1:27,357                  | 207,699 km/h              | 26    |
| DNQ  | Mika Häkkinen        | Lotus-Ford           | –                | –                 | 1:27,437                  | 207,509 km/h              | 1:27,912                  | 206,388 km/h              | –     |
| DNQ  | Andrea Chiesa        | Fondmetal-Ford       | 1:28,480         | 205,063 km/h      | 1:27,756                  | 206,755 km/h              | 1:29,297                  | 203,187 km/h              | –     |
| DNQ  | Damon Hill           | Brabham-Judd         | –                | –                 | –                         | –                         | 1:28,423                  | 205,195 km/h              | –     |
| DNQ  | Eric van de Poele    | Brabham-Judd         | –                | –                 | 1:29,347                  | 203,073 km/h              | 1:28,832                  | 204,251 km/h              | –     |
| DNPQ | Roberto Moreno       | Andrea Moda-Judd     | 1:28,943         | 203,996 km/h      | –                         | –                         | –                         | –                         | –     |
| DNPQ | Perry McCarthy       | Andrea Moda-Judd     | 1:37,537         | 186,022 km/h      | –                         | –                         | –                         | –                         | –     |

### Rennen
| Pos. | Fahrer               | Konstrukteur         | Runden | Stopps | Zeit        | Start | Schnellste Runde |
| ---- | -------------------- | -------------------- | ------ | ------ | ----------- | ----- | ---------------- |
| 01   | Nigel Mansell        | Williams-Renault     | 60     | 1      | 1:28:40,927 | 01    | 1:26,588         |
| 02   | Riccardo Patrese     | Williams-Renault     | 60     | 1      | + 9,451     | 02    | 1:26,100         |
| 03   | Ayrton Senna         | McLaren-Honda        | 60     | 1      | + 48,984    | 03    | 1:27,615         |
| 04   | Martin Brundle       | Benetton-Ford        | 60     | 1      | + 53,007    | 06    | 1:27,410         |
| 05   | Michele Alboreto     | Footwork-Mugen-Honda | 59     | 0      | + 1 Runde   | 09    | 1:29,078         |
| 06   | Pierluigi Martini    | Dallara-Ferrari      | 59     | 0      | + 1 Runde   | 15    | 1:29,282         |
| 07   | Maurício Gugelmin    | Jordan-Yamaha        | 58     | 0      | + 2 Runden  | 18    | 1:30,560         |
| 08   | Olivier Grouillard   | Tyrrell-Ilmor        | 58     | 0      | + 2 Runden  | 20    | 1:29,739         |
| 09   | Érik Comas           | Ligier-Renault       | 58     | 0      | + 2 Runden  | 13    | 1:29,095         |
| 10   | Aguri Suzuki         | Footwork-Mugen-Honda | 58     | 0      | + 2 Runden  | 11    | 1:29,612         |
| 11   | JJ Lehto             | Dallara-Ferrari      | 57     | 0      | DNF         | 16    | 1:29,187         |
| 12   | Karl Wendlinger      | March-Ilmor          | 57     | 0      | + 3 Runden  | 12    | 1:30,369         |
| 13   | Paul Belmondo        | March-Ilmor          | 57     | 0      | + 3 Runden  | 24    | 1:30,024         |
| 14   | Andrea de Cesaris    | Tyrrell-Ilmor        | 55     | 0      | DNF         | 14    | 1:28,802         |
| –    | Ukyō Katayama        | Venturi-Lamborghini  | 40     | 0      | DNF         | 17    | 1:30,458         |
| –    | Jean Alesi           | Ferrari              | 39     | 0      | DNF         | 07    | 1:28,071         |
| –    | Gerhard Berger       | McLaren-Honda        | 39     | 1      | DNF         | 04    | 1:27,250         |
| –    | Bertrand Gachot      | Venturi-Lamborghini  | 32     | 0      | DNF         | 19    | 1:29,659         |
| –    | Thierry Boutsen      | Ligier-Renault       | 29     | 0      | DNF         | 10    | 1:29,699         |
| –    | Stefano Modena       | Jordan-Yamaha        | 25     | 0      | DNF         | 23    | 1:31,953         |
| –    | Gianni Morbidelli    | Minardi-Lamborghini  | 24     | 0      | DNF         | 21    | 1:30,671         |
| –    | Gabriele Tarquini    | Fondmetal-Ford       | 24     | 0      | DNF         | 22    | 1:31,064         |
| –    | Michael Schumacher   | Benetton-Ford        | 20     | 1      | DNF         | 05    | 1:29,183         |
| –    | Ivan Capelli         | Ferrari              | 11     | 0      | DNF         | 08    | 1:29,832         |
| –    | Christian Fittipaldi | Minardi-Lamborghini  | 8      | 0      | DNF         | 25    | 1:31,944         |
| –    | Johnny Herbert       | Lotus-Ford           | 8      | 0      | DNF         | 26    | 1:30,976         |

## WM-Stände nach dem Rennen
Die ersten sechs des Rennens bekamen 10, 6, 4, 3, 2 bzw. 1 Punkt(e).

### Fahrerwertung
| Pos. | Fahrer             | Konstrukteur         | Punkte |
| ---- | ------------------ | -------------------- | ------ |
| 01   | Nigel Mansell      | Williams-Renault     | 50     |
| 02   | Riccardo Patrese   | Williams-Renault     | 24     |
| 03   | Michael Schumacher | Benetton-Ford        | 17     |
| 04   | Gerhard Berger     | McLaren-Honda        | 8      |
| 05   | Ayrton Senna       | McLaren-Honda        | 8      |
| 06   | Jean Alesi         | Ferrari              | 7      |
| 07   | Michele Alboreto   | Footwork-Mugen-Honda | 5      |
| 08   | Martin Brundle     | Benetton-Ford        | 3      |
| 09   | Andrea de Cesaris  | Tyrrell-Ilmor        | 2      |
| 10   | Ivan Capelli       | Ferrari              | 2      |
| 11   | Pierluigi Martini  | Dallara-Ferrari      | 2      |
| 12   | Johnny Herbert     | Lotus-Ford           | 1      |
| 13   | Mika Häkkinen      | Lotus-Ford           | 1      |
| 14   | Aguri Suzuki       | Footwork-Mugen-Honda | 0      |
| 15   | Érik Comas         | Ligier-Renault       | 0      |

| Pos. | Fahrer               | Konstrukteur        | Punkte |
| ---- | -------------------- | ------------------- | ------ |
| 16   | Maurício Gugelmin    | Jordan-Yamaha       | 0      |
| 17   | Gianni Morbidelli    | Minardi-Lamborghini | 0      |
| 18   | JJ Lehto             | Dallara-Ferrari     | 0      |
| 19   | Olivier Grouillard   | Tyrrell-Ilmor       | 0      |
| 20   | Ukyō Katayama        | Venturi-Lamborghini | 0      |
| 21   | Karl Wendlinger      | March-Ilmor         | 0      |
| 22   | Thierry Boutsen      | Ligier-Renault      | 0      |
| 23   | Bertrand Gachot      | Venturi-Lamborghini | 0      |
| 24   | Christian Fittipaldi | Minardi-Lamborghini | 0      |
| 25   | Paul Belmondo        | March-Ilmor         | 0      |
| 26   | Eric van de Poele    | Brabham-Judd        | 0      |
| –    | Gabriele Tarquini    | Fondmetal-Ford      | 0      |
| –    | Stefano Modena       | Jordan-Yamaha       | 0      |
| –    | Andrea Chiesa        | Fondmetal-Ford      | 0      |

### Konstrukteurswertung
| Pos. | Konstrukteur         | Punkte |
| ---- | -------------------- | ------ |
| 01   | Williams-Renault     | 74     |
| 02   | Benetton-Ford        | 20     |
| 03   | McLaren-Honda        | 16     |
| 04   | Ferrari              | 9      |
| 05   | Footwork-Mugen-Honda | 5      |
| 06   | Tyrrell-Ilmor        | 2      |
| 07   | Lotus-Ford           | 2      |
| 08   | Dallara-Ferrari      | 2      |

| Pos. | Konstrukteur        | Punkte |
| ---- | ------------------- | ------ |
| 09   | Ligier-Renault      | 0      |
| 10   | Jordan-Yamaha       | 0      |
| 11   | Minardi-Lamborghini | 0      |
| 12   | Venturi-Lamborghini | 0      |
| 13   | March-Ilmor         | 0      |
| 14   | Brabham-Judd        | 0      |
| –    | Fondmetal-Ford      | 0      |